# Жуковське сільське поселення (Зубово-Полянський район)
Жуко́вське сільське поселення (рос. Жуковское сельское поселение) — муніципальне утворення у складі Зубово-Полянського району Мордовії, Росія. Адміністративний центр — село Жуковка.

## Населення
Населення — 475 осіб (2019, 573 у 2010, 660 у 2002).

## Склад
До складу поселення входять такі населені пункти:
| Населений пункт      | Населення, осіб (2002) | Населення, осіб (2010) |
| -------------------- | ---------------------- | ---------------------- |
| Жуковка, село        | 552                    | 467                    |
| Кисельовка, присілок | 108                    | 106                    |